# Stampa laser
La stampa laser è una tecnica di stampa su carta che deriva direttamente dalla xerografia e permette una notevole velocità di stampa. La sua introduzione sul mercato ha comunque rivoluzionato la storia delle stampanti.

## Storia

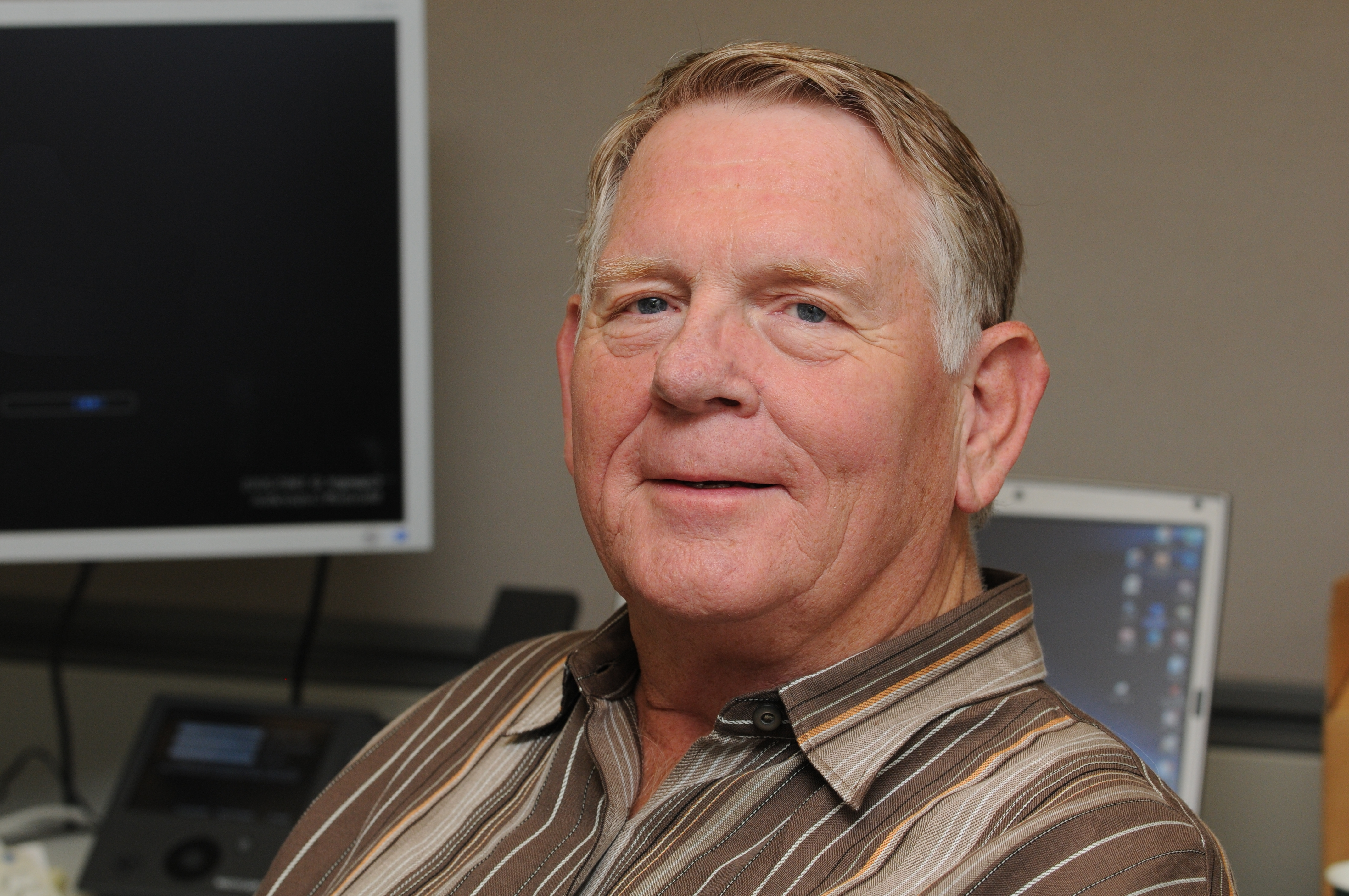
L'inventore della stampante laser, Gary Starkweather (fotografato nel 2009).

Le tappe principali dello sviluppo della stampante laser sono le seguenti:
- 1969: Gary Starkweather, che lavorava nel dipartimento di sviluppo prodotti della Xerox (l'azienda che vantava una posizione dominante nel mercato delle fotocopiatrici)[1], ebbe l'idea di utilizzare un raggio laser per "disegnare" un'immagine di ciò che doveva essere copiato direttamente sul tamburo della fotocopiatrice. Passato al Palo Alto Research Center (Xerox PARC, fondato nel 1971), Starkweather adattò una fotocopiatrice Xerox 7000: il risultato ebbe il nome di Scanned Laser Output Terminal (SLOT);
- 1972: un team formato da Starkweather, Butler Lampson e Ronald Rider aggiunge un sistema di controllo e un generatore di caratteri, dando così vita a una stampante chiamata EARS (Ethernet, Alto Research character generator, Scanned laser output terminal), che in seguito divenne la stampante laser Xerox 9700[2][3][4];
- 1976: viene rilasciata la prima implementazione commerciale di una stampante laser, la IBM 3800. È stata progettata per i data center, dove ha sostituito le stampanti a linea collegate ai computer mainframe. La IBM 3800 veniva utilizzata per la stampa ad alta velocità su carta a modulo continuo, raggiungendo una velocità di 215 pagine al minuto (ppm), con una risoluzione di 240 punti per pollice (dpi). Sono stati venduti oltre 8.000 unità di queste stampanti.[5]
- 1977: viene lanciata sul mercato la Xerox 9700. A differenza della IBM 3800, la Xerox 9700 non era destinata a sostituire stampanti obsolete; tuttavia, aveva un supporto limitato per il caricamento di font. La Xerox 9700 eccelleva nella stampa di documenti di valore su carta a fogli sfusi con contenuto variabile (ad esempio, polizze assicurative).[5]
- 1979: ispirata al successo commerciale della Xerox 9700, l'azienda giapponese di fotocamere e ottica Canon ha sviluppato la Canon LBP-10, una stampante laser da tavolo a basso costo. La Canon ha quindi iniziato a lavorare su un motore di stampa molto migliorato, il Canon CX, che ha portato alla creazione della stampante LBP-CX. Non avendo esperienza nella vendita agli utenti informatici, Canon ha cercato partnership con tre aziende della Silicon Valley: Diablo Data Systems (che ha rifiutato l'offerta), Hewlett-Packard (HP) e Apple Computer.[6][7][8]
- 1981: viene lanciata sul mercato la prima stampante per personal computer progettata per uso ufficio, la Xerox Star 8010. Il sistema utilizzava una metafora del desktop che non è stata superata nelle vendite commerciali fino all'Apple Macintosh. Nonostante fosse innovativo, il sistema Star era estremamente costoso (17.000 dollari USA), accessibile solo a una parte minoritaria delle aziende e delle istituzioni a cui era destinato.[9]
- 1984: viene rilasciata la prima stampante laser destinata alle vendite di massa, l'HP LaserJet. Utilizzava il motore Canon CX, controllato dal software della Hewlett-Packard. La LaserJet è stata rapidamente seguita da stampanti prodotte da Brother Industries, IBM e altre. Le macchine di prima generazione avevano tamburi fotosensibili di grandi dimensioni, con una circonferenza maggiore della lunghezza della carta caricata. Una volta sviluppate le rivestiture a recupero rapido, i tamburi potevano toccare la carta più volte in un passaggio[non chiaro] e quindi avere un diametro più piccolo.
- 1985: la Apple lancia la LaserWriter. È basata anch'essa sul motore Canon CX[10], ma utilizza il linguaggio di descrizione della pagina PostScript appena rilasciato (fino a quel momento, ogni produttore utilizzava il proprio linguaggio di descrizione della pagina proprietario, rendendo il software di supporto complesso e costoso). Il PostScript permetteva l'uso di testo, font, grafica, immagini e colore largamente indipendenti dal marchio o dalla risoluzione della stampante;

PageMaker, sviluppato dalla Aldus per il Macintosh e il LaserWriter, è stato anch'esso pubblicato nel 1985 e la combinazione è diventata molto popolare per il desktop publishing.
Le stampanti laser hanno permesso la stampa su carta
portato alla stampa di testi eccezionalmente veloce e di alta qualità in vari font sulla stessa pagina, sia per il mercato aziendale che per quello domestico. Nessun altro tipo di stampante disponibile nella grande distribuzione è stato in grado di offrire questa combinazione di funzionalità.

## Procedimento di stampa

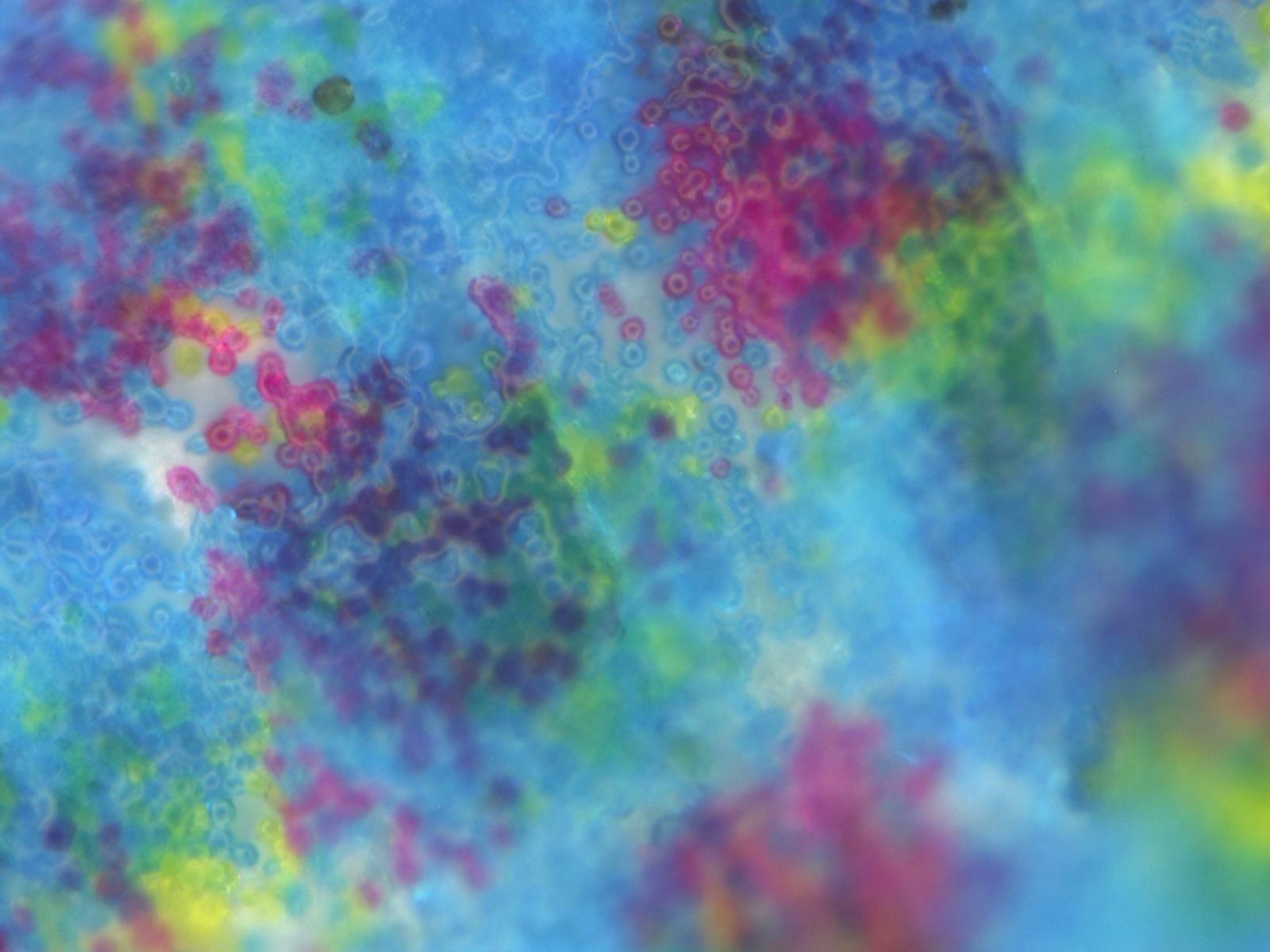
Immagine stampata con stampante laser a colori al microscopio

La stampa laser utilizza come pigmento il toner. L'immagine da riprodurre (proveniente da supporto cartaceo o elettronico) è riportata da un laser su un cilindro di selenio reso fotosensibile, detto "tamburo" o "rullo magnetico", che con la luce si carica, acquisisce l'immagine in negativo, immagazzina il toner e lo trasferisce sulla carta, dove viene poi fissato tramite fusione.
Il procedimento consiste in 7 fasi.
1. caricamento statico del tamburo attraverso il PCR (rullo primario caricatore). Il flusso continuo di corrente elettrica proveniente dal PCR genera uno stato di carica negativa sulla superficie fotosensibile del tamburo.
2. esposizione: Il raggio laser scansiona la superficie del tamburo togliendo la carica negativa nelle aree che non dovranno essere stampate, ossia su cui il toner non dovrà andare a collocarsi nella successiva fase di sviluppo. Sulla superficie del tamburo a questo punto risulta esserci un'immagine "nascosta" che non è altro che la riproduzione in negativo dell'immagine da stampare.
3. sviluppo: la fase di sviluppo avviene attraverso l'immagazzinamento, da parte del tamburo magnetico, della polvere del toner sull'immagine nascosta. La polvere del toner, proveniente dal proprio serbatoio (le cui aperture sono adiacenti al tamburo) viene attratta sul tamburo stesso e si attacca alle aree rimaste sensibili alla carica negativa, cioè all'immagine nascosta. Nel procedimento interviene anche una lama dosatrice (racla) che regola la quantità di toner nella zona del rullo magnetico. Il suo compito è quello di livellare l'acquisizione del toner togliendo il superfluo.
4. trasferimento: il passaggio successivo è lo spostamento del toner sul foglio di carta. Durante il suo scorrimento il foglio viene caricato positivamente dal rullo di spostamento, per far sì che il toner sul tamburo, con carica negativa, venga attirato dal foglio di carta e si trasferisca su di esso creando l'immagine da stampare.
5. fusione: le particelle di toner collocate sul foglio di carta devono essere fuse su di esso, in quanto non vi si attaccano spontaneamente. Il foglio di carta deve passare attraverso una zona della stampante detta "forno di cottura", composto dal rullo fusore e dal rullo pressore. Il rullo pressore comprime il foglio sul rullo fusore, riscaldato, dove il calore fonde il toner attaccandolo alla carta.
6. pulizia: non tutto il toner collocato sul tamburo si trasferisce sul foglio di carta, perciò c'è necessità di un meccanismo di pulizia per consentire alla macchina di ripetere il procedimento di stampa a partire da un rullo pulito. La lama di pulizia ha il compito di pulire il tamburo dal toner rimasto, non più utilizzabile, trasportandolo in un serbatoio specifico. Esiste un'altra lama, detta di recupero, che serve ad impedire al toner rimasto di fuoriuscire dalla cartuccia e cadere davanti al tamburo.
7. cancellazione: dopo che la lama di pulizia ha tolto il residuo di toner, la macchina cancella le tracce di carica negativa ancora presenti sul rullo magnetico.

## Rischi per la salute
Le stampanti laser sono state connesse a diversi rischi per la salute.

### Ozono
Come conseguenza del processo di stampa la stampante produce azoto e ossigeno ionizzati, che formano ozono e ossidi di azoto. Per questo in alcuni modelli è installato un filtro al carbonio che intercetta il flusso d'aria riducendo tali ossidi
Quando una stampante laser viene usata per un lungo periodo in uno spazio ridotto e non ventilato, il livello d'ozono può raggiungere livelli tali da divenire irritante.

### Problemi respiratori
Secondo uno studio condotto da alcuni ricercatori australiani della Queensland University of Technology (QUT), alcune stampanti emettono un particolato che può causare disturbi respiratori. Gli autori hanno segnalato come l'emissione di polveri ultrafini variasse significativamente anche fra macchine dello stesso modello. Secondo la professoressa Morawska, a capo del team di ricerca, una stampante emette tante polveri ultrafini quante quelle di una sigaretta.
Le conseguenze dell'inalazione di tali polveri dipendono dalla loro composizione spaziando dall'irritazione delle vie respiratorie a malattie più serie come problemi cardiovascolari o cancro.
Uno studio giapponese del 2006 ha scoperto che le stampanti laser aumentano le concentrazioni di sostanze cancerogene come benzolo e stirene, o nocive come lo xilene e l'ozono, mentre le stampanti a getto d'inchiostro emettono 1-pentanolo.
Muhle et al. (1991) hanno riportato che la conseguenza dell'inalazione cronica di toner (una polvere plastica pigmentata con carbone, diossido di titanio e silica) è simile qualitativamente al biossido di titanio e agli scarichi di un motore diesel.